# Margaretha van Saksen (1469-1528)

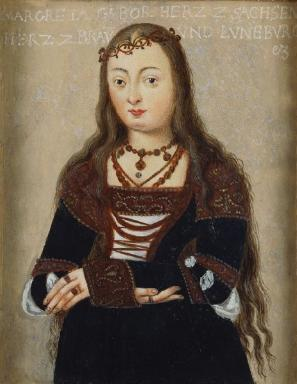
Margaretha van Saksen (1469-1528), hertogin van Brunswijk-Lüneburg

Margaretha van Saksen (Meissen, 4 augustus 1469 - Weimar, 7 december 1528) was een Saksische prinses uit de Ernestijnse linie van het huis Wettin. Ze was de dochter van Ernst van Saksen en Elisabeth van Beieren. 
Door haar huwelijk met Hendrik VII van Brunswijk-Lüneburg  werd zij hertogin van Brunswijk-Lüneburg.

## Kinderen
- Anna (*/† 1492)
- Elisabeth (1494-1572)

in 1518 getrouwd met hertog Karel van Egmont van het hertogdom Gelre (1467–1538)
- Otto III (1495-1549)
- Ernst I (1497-1546)
- Apollonia (1499-1571)
- Anna (1502-1568), gehuwd met hertog Barnimus XI van Pommeren (1501-1573)
- Frans (1508-1549)